# 落部インターチェンジ
落部インターチェンジ（おとしべインターチェンジ）は、北海道二海郡八雲町東野にある道央自動車道のインターチェンジである。

## 歴史
- 2006年（平成18年）1月26日：落部IC - 森IC間の工事に先立ち発掘調査を行って見つかった「鷲ノ木遺跡」が国の史跡に指定された[1][2]。
- 2009年（平成21年）10月10日：八雲IC - 落部IC間が開通[3]。
- 2011年（平成23年）11月26日：落部IC - 森IC間が開通[4][5]。
- 2018年（平成30年）12月 : IC番号を「18」から「8」に変更[注 1]。

## 周辺
- 野田生駅（JR北海道・函館本線）
- 落部駅（JR北海道・函館本線）

## 接続する道路
- 直接接続
  - 北海道道1155号落部インター線

- 間接接続
  - 国道5号

## 隣
E5 道央自動車道
(7)森IC - (8)落部IC - 八雲PA（北海道立噴火湾パノラマパーク）- (9)八雲IC